# Битва на Яксарте
Битва на Яксарте (329 год до н. э.) — сражение между македонской армией под командованием Александра Македонского и скифами на реке Яксарт (ныне Сырдарья). В настоящее время место битвы находится на границе Узбекистана, Таджикистана, Киргизии и Казахстана к юго-западу от Ташкента и к северо-востоку от Худжанда.

## Предыстория
В 334 г. до н. э. Александр Македонский переправился через Геллеспонт и вторгся в пределы Державы Ахеменидов. Разгромив персов в битвах при Гранике, Иссе, и, наконец, Гавгамелах, Александр стал претендовать на роль царя Азии. Продолжая свой завоевательный поход, македонский царь пришёл с войском в Среднюю Азию.
Война в Средней Азии имела совершенно иной характер, чем в Малой Азии и Месопотамии. Здесь македоняне столкнулись с ожесточённым сопротивлением местного населения. На первом этапе борьбы сопротивление возглавил бывший сатрап Бактрии Бесс, который объявил себя царём Персии под именем Артаксеркса IV. Его поддержал сатрап Арии Сатибарзан, вспыхнули восстания в Арахозии и Дрангиане, но Александр воспользовался несогласованностью своих противников, разбил их и весной 329 г. до н. э. преодолел Гиндукуш и вступил с войском в Бактрию.
Бесс не сумел организовать деятельного сопротивления македонянам, Александр переправился через Окс и вошёл в Согдиану. Здесь Бесс был схвачен местным населением и выдан Александру. Войну против македонян возглавил талантливый согдийский вождь Спитамен. Спитамен применял методы партизанской войны, нападая на отдельные македонские отряды и избегая крупных сражений.
На Яксарте Александр за 20 дней построил город Александрию Эсхата, в котором поселил греческих наёмников, непригодных к службе македонян и местных жителей. Сочтя постройку города на Яксарте угрозой своей независимости, царь скифов (саков) приказал своим воинам разрушить его. Постоянные нападения скифов вынудили Александра лично заняться этой проблемой.

## Ход битвы
Саки заняли северный берег Яксарта, считая, что смогут справиться с войском Александра, когда оно начнёт переходить через реку. Однако они недооценили врага. Для прикрытия переправы Александр задействовал метательные машины. Дальнобойные стреломёты, убившие и ранившие нескольких сакских воинов на невиданной доселе дальности, внушили им страх и вынудили их отступить от берега. После этого через реку под звуки труб начало переправляться сразу всё македонское войско: вначале пращники и лучники, обстреливавшие саков и не дававшие им снова приблизиться к Яксарту, затем 1,2 тыс. сариссофоров и тяжеловооружённых греческих кавалеристов, атаковавшие кочевников, но те развернулись в лаву, сымитировали ложное отступление, окружили греко-македонскую конницу, обстреляли её из луков и оторвались от неё.
После этого Александр приказал вступить в бой лучникам, агрианам и пехотинцам. Тяжёлая конница при поддержке лёгкой кавалерии напала на кочевников, опрокинула их, загнала на солончаки и до самой ночи преследовала на расстоянии 80-100 стадий (15-18 км). Саки потеряли до 1,2 тысяч человек убитыми и 150 пленными, включая их предводителя Сатрака. Согласно источникам, в македонском войске погибло 160 человек, 1 тысяча воинов ранено .
Вскоре к Александру прибыли послы от саков, которые принесли извинения от их царя и заверения в покорности. Александр принял извинения, отпустив пленных саков без выкупа. Замирив северные границы, Александр вернулся к покорению Бактрии и Согдианы.